# Slasher
L'slasher és un subgènere del cinema de terror. Consisteix en les pel·lícules en les quals l'assassí acostuma a assassinar jovent.
Alguns personatges emblemàtics d'aquest gènere són:
- Cara de cuir: protagonista de La matança de Texas el qual té el mal costum de perseguir les seves víctimes amb una motoserra.
- Michael Myers: personatge principal de la saga Halloween, va vestit amb una granota de mecànic i una màscara blanca.[1][2]
- Jason Voorhees: protagonista de la saga Divendres 13, du màscara d'hoquei i ataca a les seves víctimes amb un matxet.[3]
- Freddy Krueger: personatge principal de la saga de pel·lícules A Nightmare on Elm Street que amb la cara desfigurada i armat amb un guant de ganivets ataca els joves en els seus somnis.[4][5]

## Galeria d'imatges

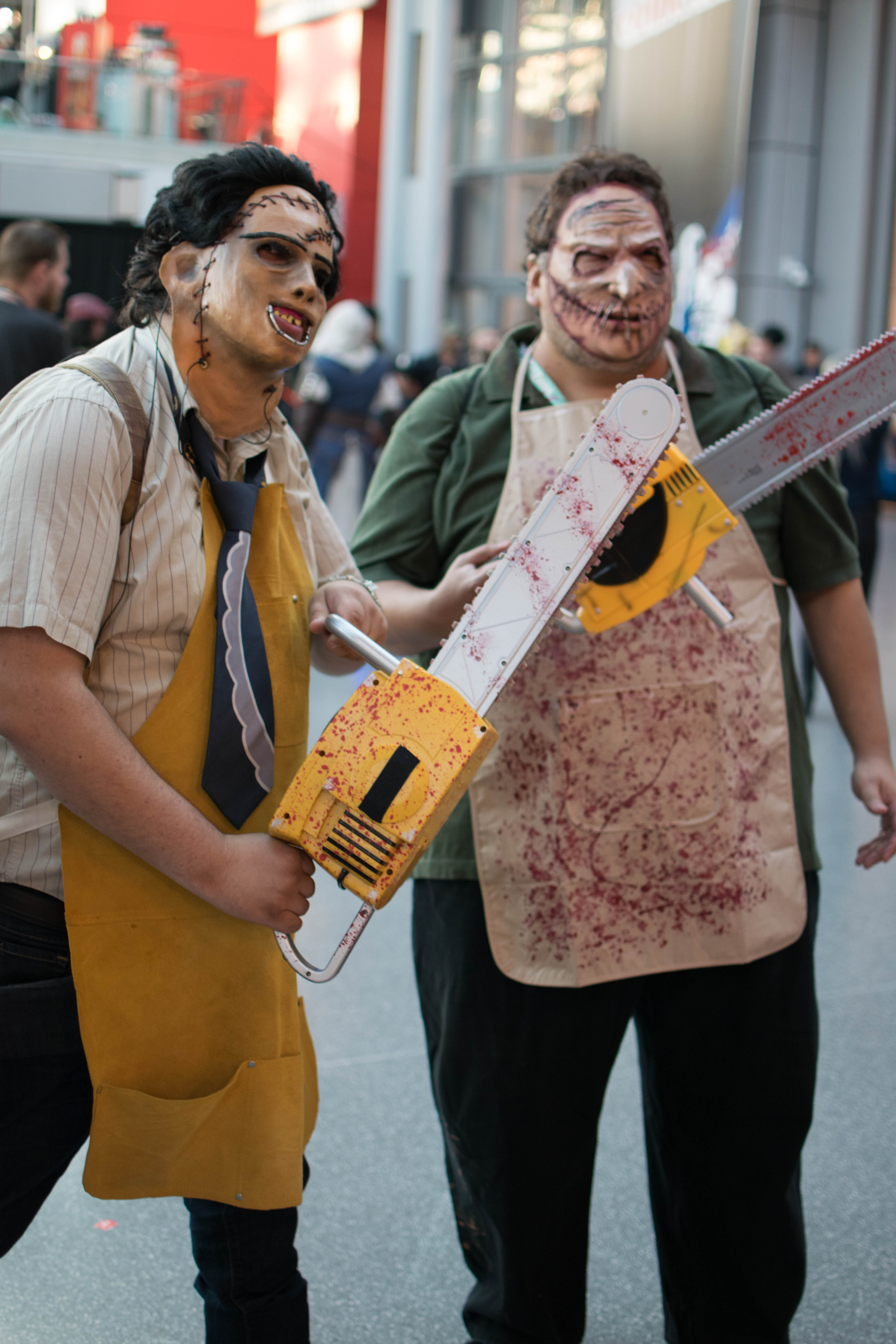
Cara de cuir
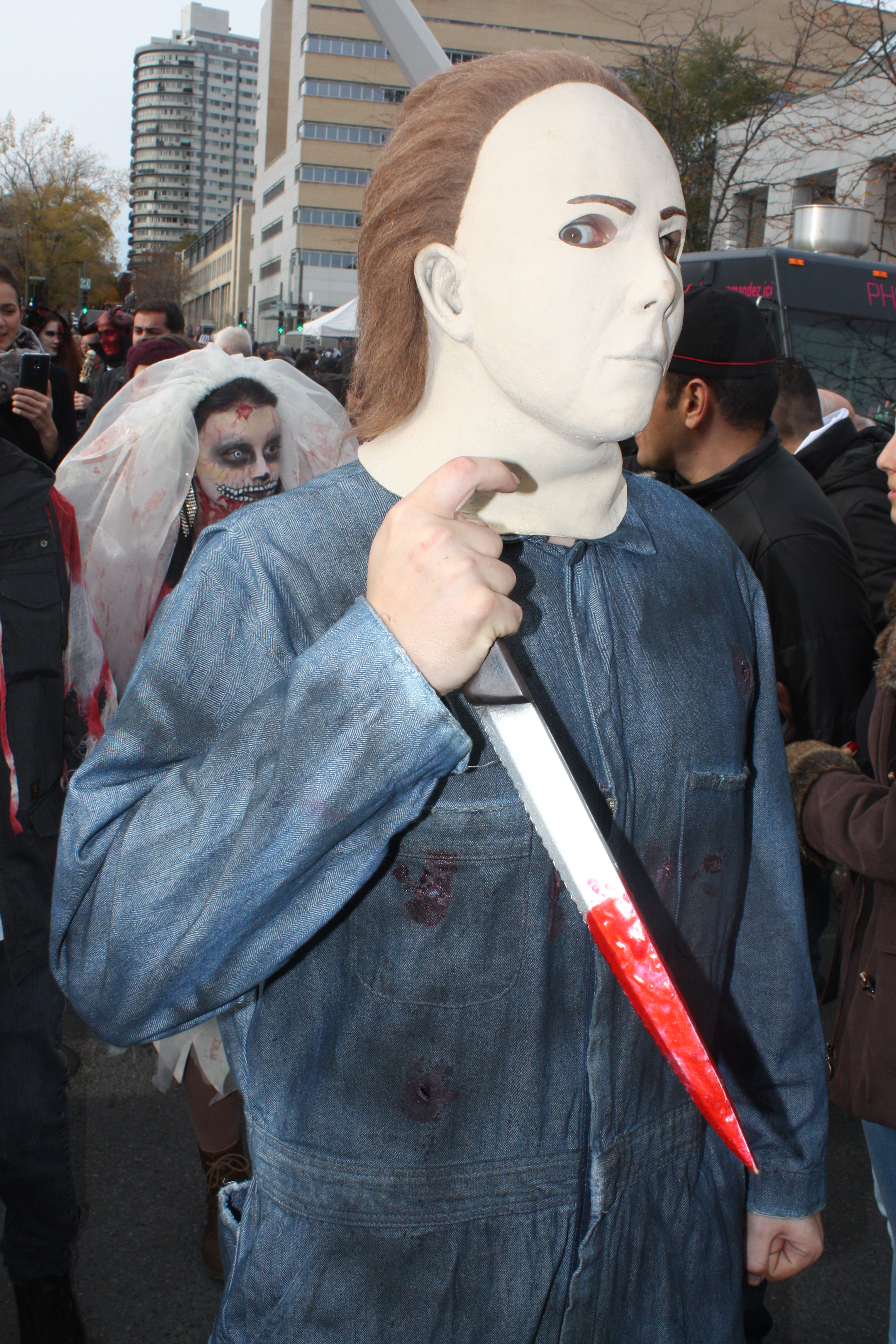
Michael Myers
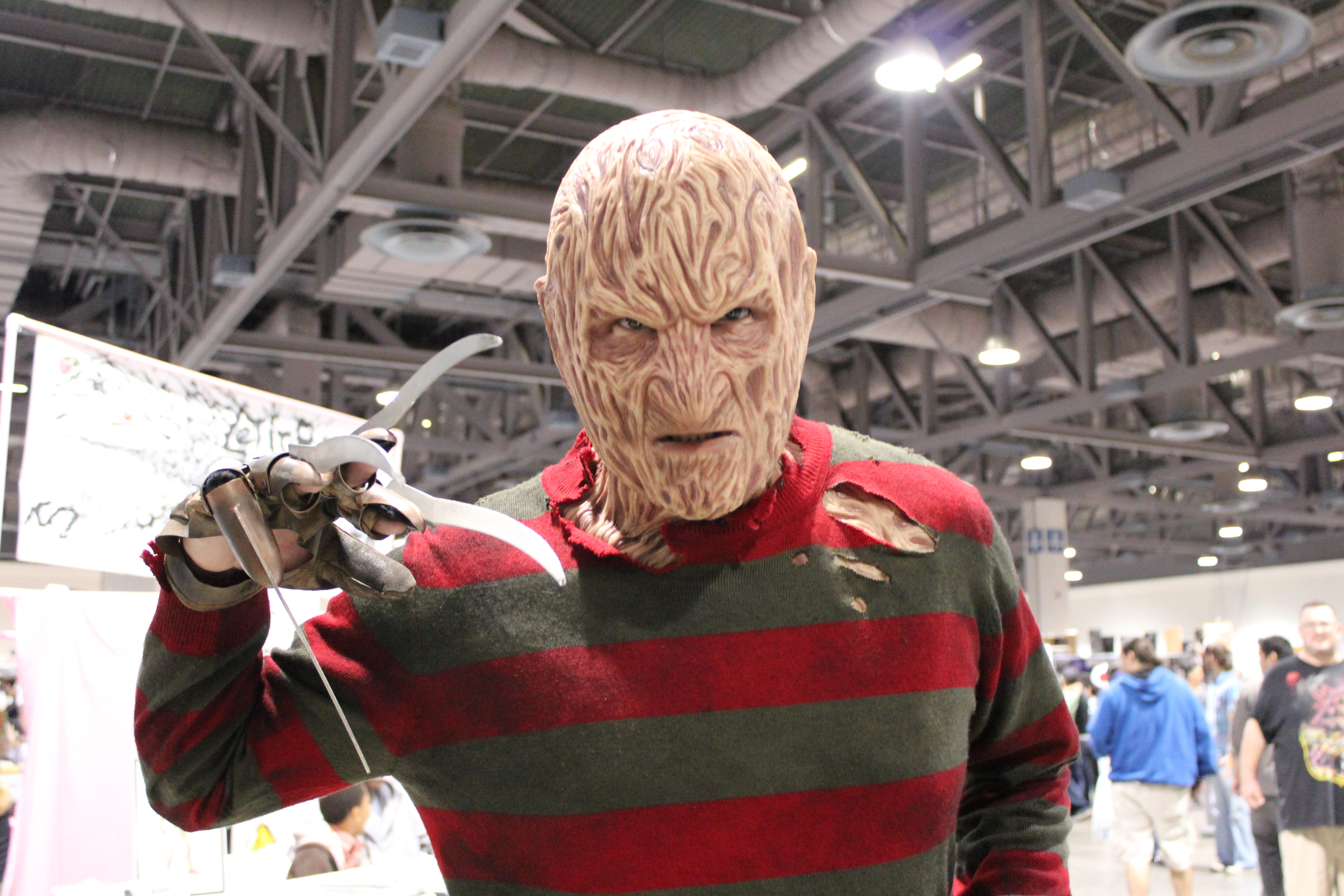
Freddy Krueger